# Geschiedenis van Kroatië
Dit artikel geeft een overzicht van de geschiedenis van Kroatië, een republiek in Zuidoost-Europa.

## Vroege geschiedenis

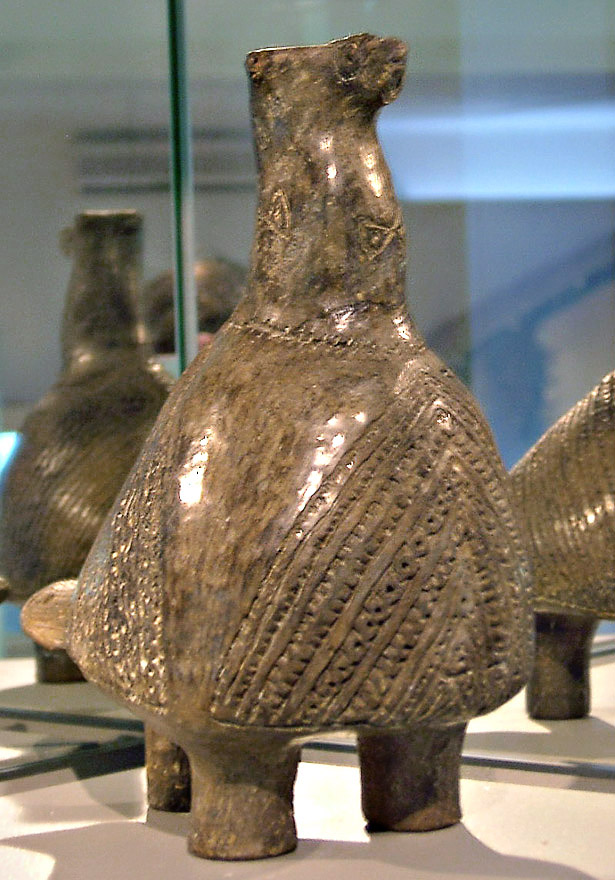
De Vučedolduif (vučedolska golubica) gevonden in Vukovar, gemaakt ca. 2800-2500 v.Chr., symbool van de Vučedolcultuur

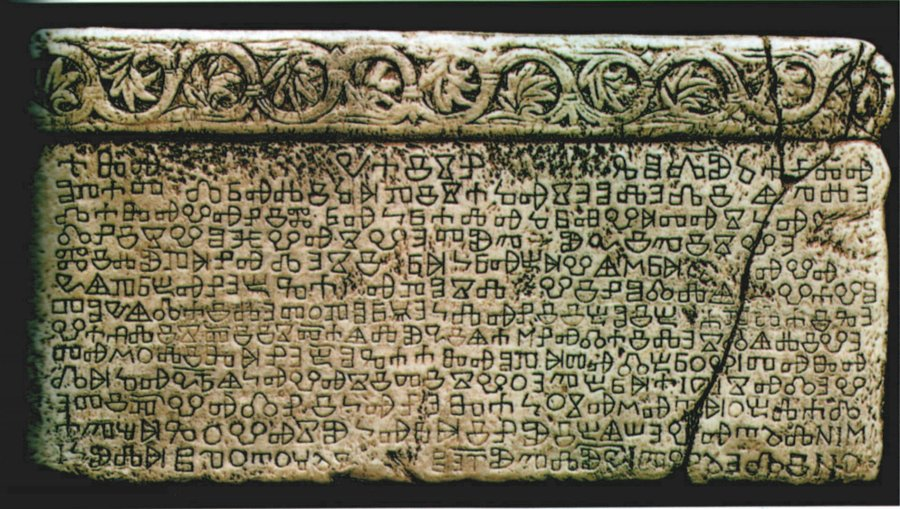
Het oudste bekende voorbeeld van het Glagolitische schrift. Gevonden op het eiland Krk.

Het gebied van het huidige Kroatië werd al in de prehistorie bewoond. Bij Krapina werd een zeer omvangrijke collectie fossiele overblijfselen van Neanderthalers gevonden, daterend uit het Midden-paleolithicum (ca. 130.000 jaar oud). Andere belangrijke vondsten werden gedaan in het Vindija-grottencomplex (tussen ca. 40.000 - 20.000 jaar oud) en in de Mujina-grot aan de kust (ca. 40.000 jaar oud).
In het Neolithicum verspreidden zich in het gebied de Starčevo-, Vučedol- en Hvarculturen en uit de IJzertijd zijn er sporen van de Hallstattcultuur en van de La Tènecultuur achtergelaten. De oudste bevolking die bij name bekend is, waren de Illyriërs. In de 4de eeuw v.Chr. verschenen er Kelten in het gebied en rond dezelfde tijd stichtten Grieken aan de kust hun eerste koloniën.

### Romeinse Periode

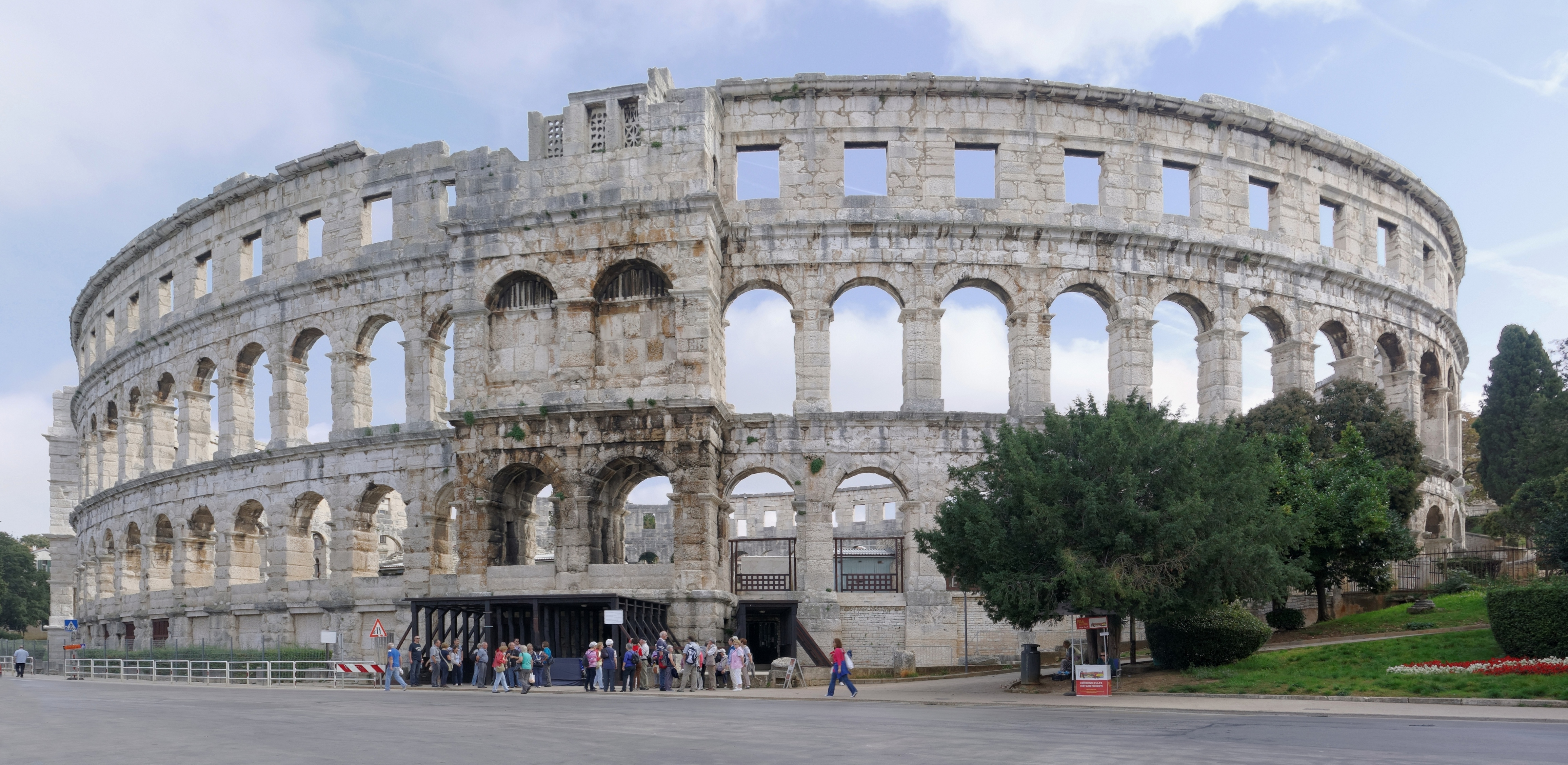
Het amfitheater van Pula

In het jaar 168 v.Chr., na de derde Illyrische oorlog, werd het toenmalige Illyrië een vazalstaat van het Romeinse Rijk. De Lex Vatinia uit 59 v.Chr. plaatste het gebied onder het gouverneurschap van Julius Caesar. Het schiereiland Istrië, dat al eerder was onderworpen, maakte geen deel uit van Illyricum en behoorde tijdens de Romeinse periode tot Italia, Regio X - Venetia et Histria. Na de Illyrische opstand van 6 tot 9 n.Chr. werd Illyricum door Augustus opgesplitst in twee provincies: Pannonia in het noorden en Dalmatia in het zuiden. Pannonia werd in de periode 102-107 door keizer Trajanus verder opgesplitst in Pannonia Inferior en Pannonia Superior. Op het einde van 3e eeuw deelde keizer Diocletianus, die uit Dalmatia afkomstig was, de beide Pannonia's verder op in vier provincies. Twee van de belangrijkste overblijfselen uit de Romeinse tijd zijn het Amfitheater in Pula uit de 1e eeuw en het paleis van Diocletianus in het huidige Split uit het begin van de 4e eeuw.
In de eerste helft van de 7e eeuw werd het gebied geteisterd door invasies van de Avaren, een Turks nomadenvolk dat de Romeinse nederzettingen verwoestte. De Romeinen en de al dan niet geromaniseerde Illyriërs die deze veroveringen overleefden, trokken zich terug naar de kust.

## Middeleeuwen tot Eerste Wereldoorlog

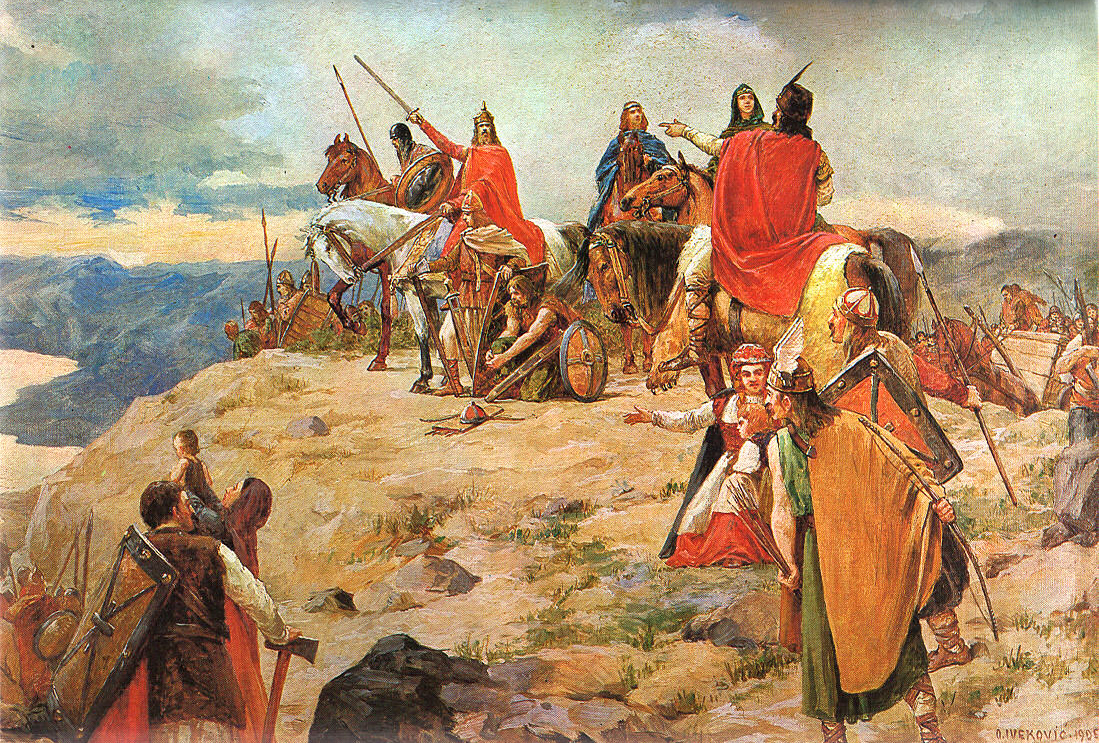
Aankomst van de Kroaten bij de Adriatische zee, Oton Iveković, 1905.

### Koninkrijk Kroatië
De Slavische Kroaten arriveerden eveneens in de vroege 7e eeuw aan de Adriatische kust. Zij organiseerden zich vanaf de 9de eeuw in twee stamhertogdommen: Pannonisch Kroatië (Panonska Hrvatska) in het noorden en Dalmatisch Kroatië (Primorska Hrvatska) in het zuiden. Beide lagen in de invloedssfeer van het Frankische Rijk, dat in 788 Istrië had veroverd en enkele jaren later de Avaren had onderworpen. Grote delen van de Dalmatische kust en de eilanden behoorden vanaf 812 (Vrede van Aken) tot het Byzantijnse Rijk, vanwaar christelijke missionarissen naar Kroatië werden gestuurd.
In 852 werd Kroatië voor het eerst genoemd in een handvest, uitgebracht door hertog Trpimir, de eerste vorst uit de dynastie van de Trpimirovići. De eerste Kroatische vorst die werd erkend door de paus was Branimir in 879, die door Paus Johannes VIII werd betiteld als dux Croatorum (vorst der Kroaten).
In 925 verenigde hertog Tomislav twee Kroatische vorstendommen, Pannonisch en Dalmatisch Kroatië in het koninkrijk Kroatië, waartoe ook grote delen van Bosnië en Herzegovina behoorden. Tomislav regeerde vanaf dat jaar als eerste Kroatische koning over een van de machtigste koninkrijken in middeleeuws Europa. Hij weerstond de invallen van de Hongaarse Arpaden en wist delen van Pannonië te veroveren. In 926 sloeg hij bovendien een aanval af van de Bulgaarse tsaar Simeon I, die wel de Serven had weten te onderwerpen: zo kwam Tomislavs Kroatië aan het Bulgaarse Rijk te grenzen.

### Personele unie met Hongarije
Aan het eind van de 11de eeuw verdwenen de Trpimirovići van het toneel. De Hongaarse Arpaden wisten zich van de Kroatische troon te verzekeren door in 1097 de laatste autochtone koning, Petar Svačić, te verslaan. In 1102 werd Koloman van Hongarije gekroond als koning van Dalmatië en Kroatië. In Slavonië vestigden zich veel Hongaarse edellieden. Een ban bestuurde Kroatië namens de koning.
De macht van het centrale gezag nam in de 13de eeuw sterk af. De Kroatische adel ging bijeenkomen op een eigen landdag, de sabor. Deze vond in 1273 voor het eerst plaats, in Zagreb, en bestreek het toenmalige Slavonië. De stad Zagreb was in 1242 door koning Béla IV in een pauselijke bul tot Vrije Koninklijke Stad verheven.

### De republiek Ragusa

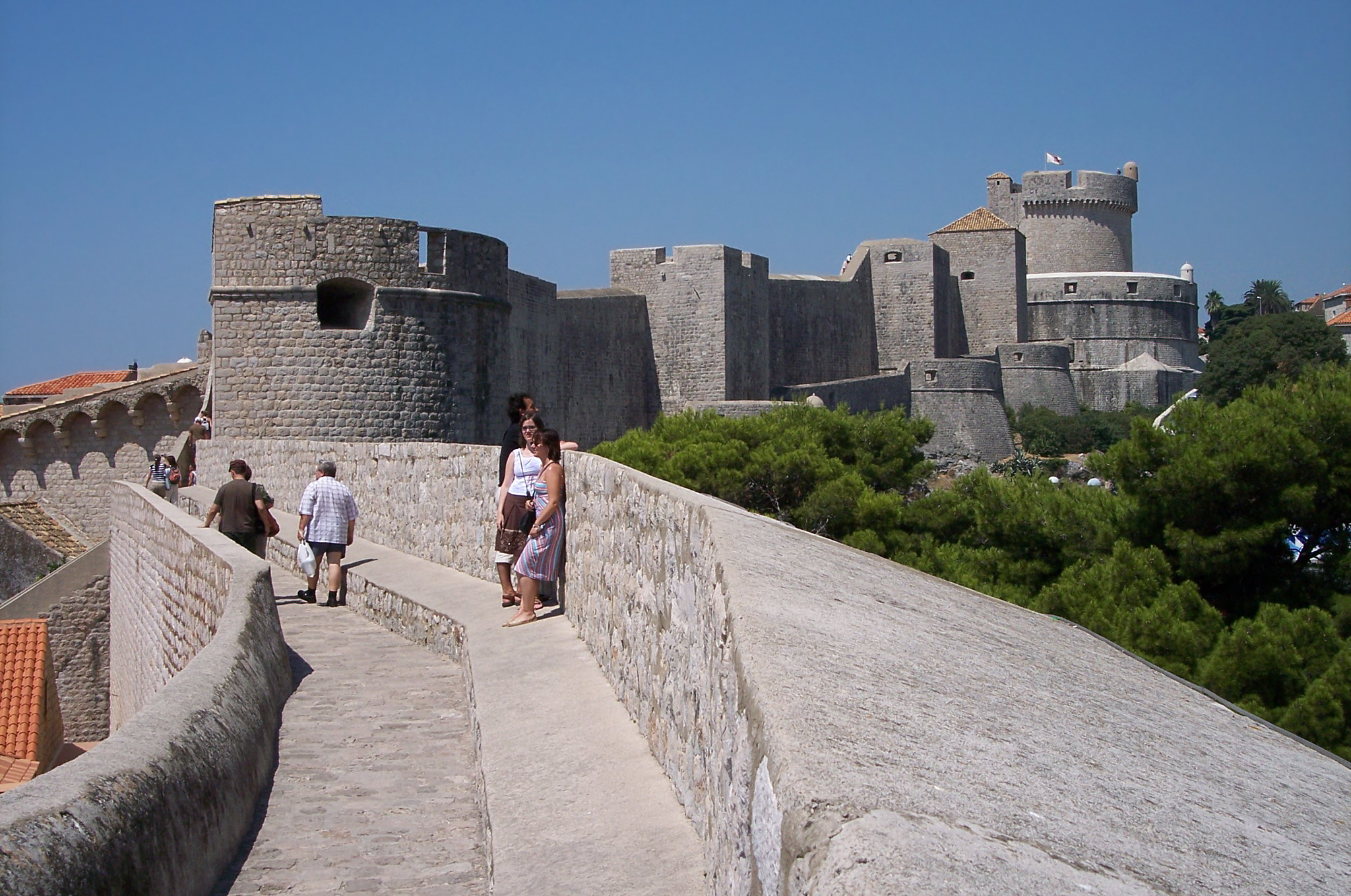
De stad Dubrovnik was van 1358 tot 1808 een onafhankelijke stadstaat onder de naam Ragusa. De stad is omringd door grote muren die de stad moesten beschermen tegen aanvallen van buitenaf.

In de kuststreek werd de Hongaarse invloed nooit zo sterk als in Slavonië. Hier hadden de Venetianen onder Pietro II Orseolo in 998 een bruggenhoofd gekregen. De Byzantijnen verdwenen er in de 12de eeuw definitief van het toneel. De geslaviceerde kuststeden zochten afwisselend bescherming bij de Venetianen en de Hongaren. Dat gold ook voor Ragusa, het huidige Dubrovnik, dat in 1358 bij het Verdrag van Zara een onafhankelijke staat werd, de republiek Ragusa, die tot 1808 zou blijven bestaan.
Ragusa zou in de 15e en de 16e eeuw zijn gouden eeuw beleven, toen de zeemacht van Ragusa kon wedijveren met die van Venetië en andere Italiaanse zeestaten. Het verval was al ingezet toen de stad in 1667 door een zware aardbeving werd getroffen.

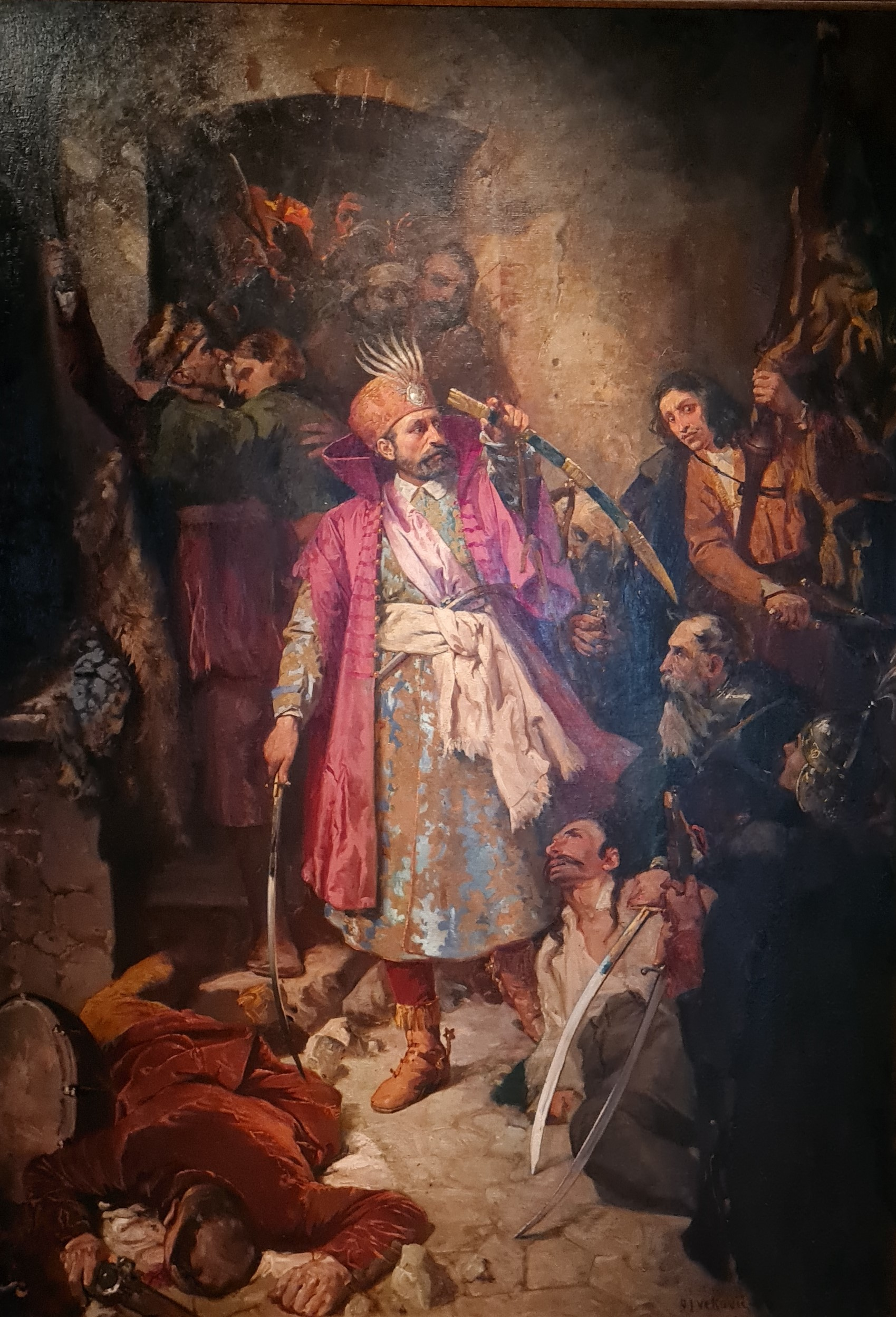
Ban Nikola Šubić Zrinski, in 1566 de verdediger van Siget (Oton Iveković, 1890)

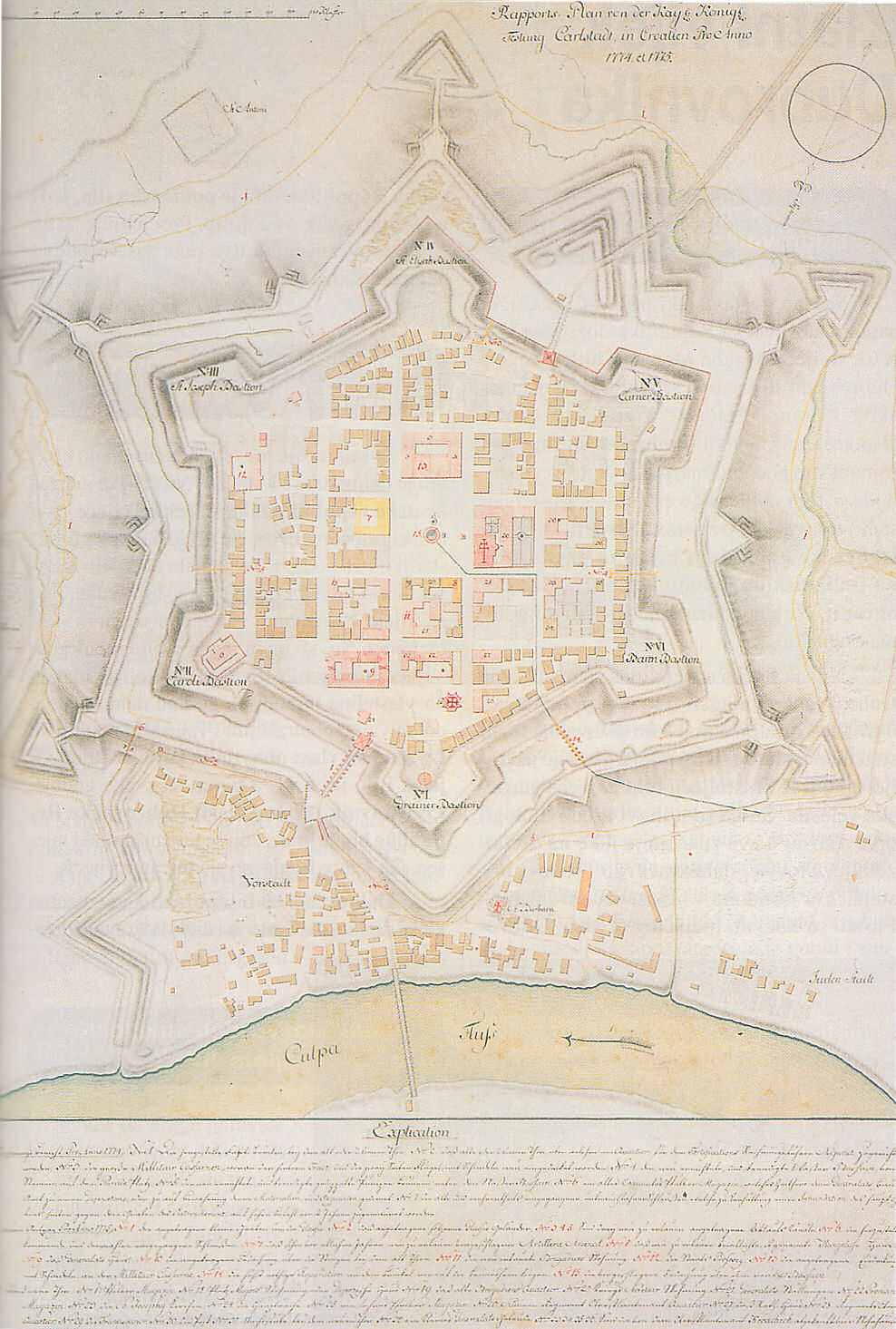
De vesting Karlovac (1579)

### Opkomst van de Osmanen en driedeling van Kroatië
Na de val van het Koninkrijk Bosnië in 1463 in de handen van het Osmaanse Rijk, kreeg ook Kroatië te kampen met Turkse invasies. De Turken bereikten al snel de rivier de Neretva en rukten zo steeds noordelijker op en bedreigden niet alleen de Hongaren, maar ook de Venetianen in Dalmatië. De Kroatische adel leed in 1493 een zware nederlaag tegen de Osmanen, waarbij ook ban Mirko Derenčin omkwam.
Kroatië, dat in 1519 door paus Leo X als bolwerk van het christendom (antemurale christianitatis) was bestempeld, kon zich uiteindelijk niet handhaven: in 1526 kwam in de Slag bij Mohács koning Lodewijk II om en de Kroaten zetten de Habsburgers op de troon van het koninkrijk Kroatië, waarmee zij met de Hongaren verbonden bleven, want zij deden hetzelfde. De Hongaarse tegenkoning Johan Zápolya (Ivan Zapolja) kreeg steun van de Slavonische adel, maar hun gebied kwam al spoedig grotendeels in Turkse handen. Beroemd werd de verdediging van Siget, waar Nikola Šubić Zrinski in 1566 na een maandenlang Turks beleg uiteindelijk het onderspit moest delven.
Het Habsburgse Kroatische koninkrijk omvatte uiteindelijk slechts de reliquiae reliquiarum, de resten van de resten, van het oorspronkelijke Kroatië, een gebied dat niet veel groter was dan Zagreb en omgeving. Het moest troepen leveren tegen de islamitische veroveraars. Hun opmars werd aan het eind van de 16de eeuw tot staan gebracht dankzij een modern stelsel van verdedigingswerken langs de grens, waarvan de in 1579 gebouwde vesting Karlovac de kern werd: deze naar aartshertog Karel II genoemde nieuwe stad werd door de Turken vergeefs belegerd. De Slag bij Sisak werd in 1593 een keerpunt: vanaf nu lag het initiatief niet langer aan Osmaanse kant.
De bewegingsvrijheid van de boeren stond in deze periode onder grote druk. Onder Matija Gubec kwamen zij in 1572 in opstand. De landeigenaren wisten deze uiteindelijk neer te slaan, maar Gubec bleef na zijn terechtstelling in 1573 een nationale held. Tussen 1630 en 1632 dunden pestepidemieën de bevolking van Kroatië uit.
De Osmanen hadden hun veroverde gebied ingedeeld in sandjaks: die van Lika, Klis, Herzegovina en Bihać. Deze sandjaks waren op hun buurt onderdeel van de Bosnische pasjaluk met als hoofdstad afwisselend Sarajevo, Travnik en Banja Luka. De gebieden die niet tot het Bosnische koninkrijk hadden behoord, bleven nog lange tijd bekendstaan als Turks Kroatië. Vanuit het Osmaanse gebied kwamen grote vluchtelingenstromen op gang naar veiliger gebieden, vooral naar Habsburgs Hongarije: hun nazaten zijn de nog steeds bestaande Burgenland-Kroaten in Oostenrijk.
De meeste kustplaatsen en eilanden vielen buiten het Osmaanse Rijk, hoewel veel steden wel door de Osmanen waren belegerd: hier had Venetië in de 15de eeuw voet aan de grond gekregen (in 1409 in Zadar, in 1420 in Trogir en Split, in 1480 op Krk etc.).

### Oostenrijk-Hongarije
Gedurende de Grote Turkse Oorlog (1662-1699) werden Slavonië en andere delen van het Kroatische binnenland heroverd, maar de grens was onstabiel en grote delen, waaronder Bosnië, bleven onder Turkse heerschappij. De Kroaten waren niet het enige volk in beweging: ook de Serviërs trokken steeds noordelijker. Deze orthodoxe christenen vestigden zich ook in de Krajina, die was ontstaan in de 17e en de 18e eeuw als militaire districten, toen Oostenrijk het Osmaanse Rijk voor de poorten van Wenen had weggeslagen en daardoor de grens naar de Balkan verschoof. Deze Serviërs werden door de Habsburgers daarheen gehaald als buffer tegen de Turken. Tot op vandaag de dag wonen er in de Krajina minderheden Serviërs.

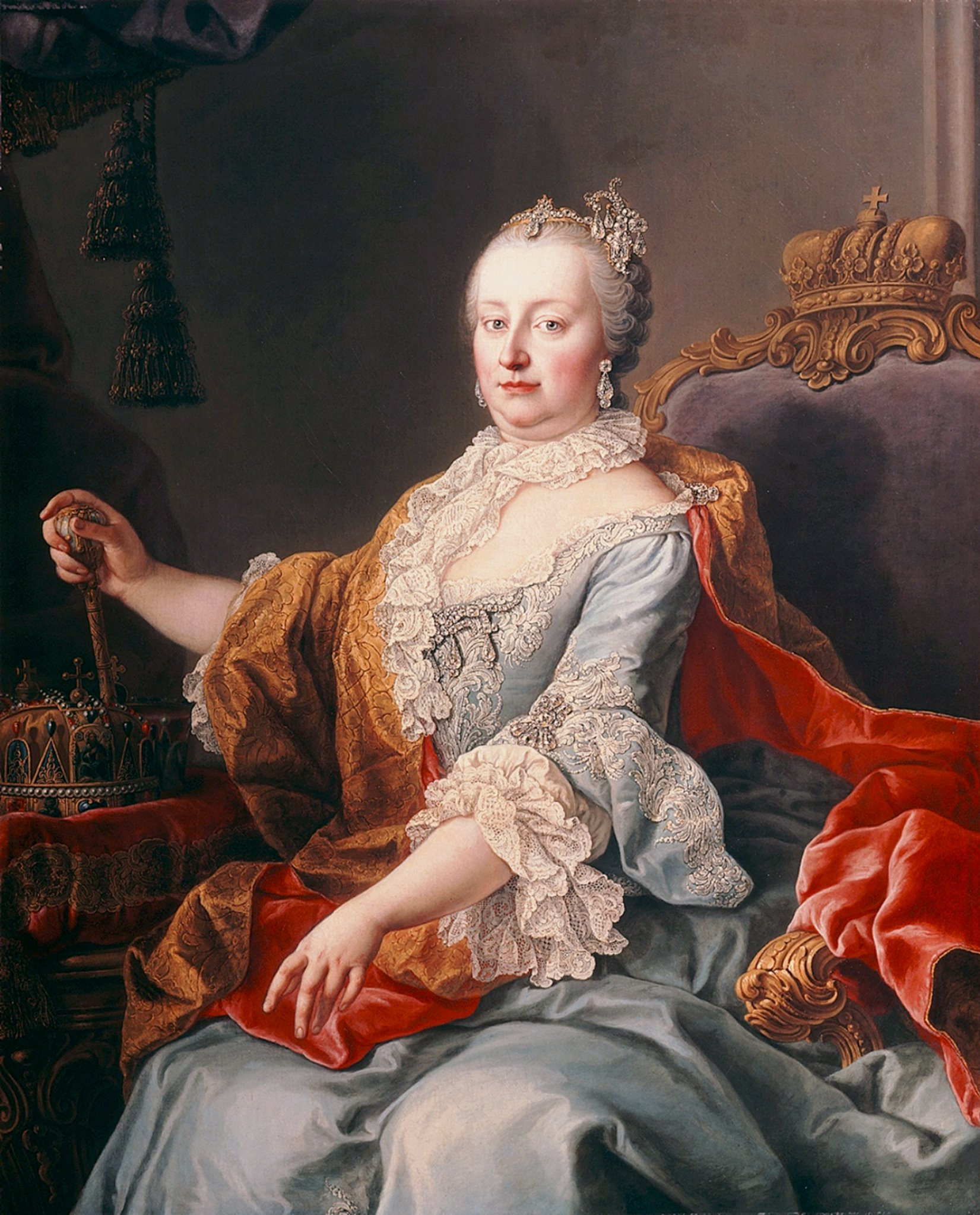
Maria Theresia van Oostenrijk (HRR) (Martin van Meytens, 1795)

Tegen het einde van de 18e eeuw was het grootste deel van Kroatië niet meer in handen van de Turken. De halvemaanachtige vorm van Kroatië bleef meer of minder de frontlinie tussen het Ottomaanse Rijk en Europa. In 1717 werd het laatste Turkse gebied in het Dalmatische achterland met de plaats Imotski veroverd door de Venetianen.
Aan het eind van de 18e eeuw waren de Kroatische vorsten de Franse Revolutie vijandig gezind. Nadat de gebieden ten westen van de Sava als Illyrische Provincies tussen 1809 en 1813 door het Franse Keizerrijk onder Napoleon waren geannexeerd, werd in 1815 het huidige Kroatië opnieuw deel van het Habsburgse rijk. Ook Istrië, Dalmatië en Dubrovnik kwamen tussen 1797 en 1815 onder Habsburgse heerschappij.
In 1847 verving de Kroatische taal het Latijn in het Kroatische parlement. In 1848 verdedigde ban Josip Jelačić Kroatië succesvol tegen een Hongaarse poging om Kroatië te bezetten. Hij verenigde alle Kroatische provincies.
Met de Hongaars-Kroatische Ausgleich de in 1868 werden het koninkrijk Kroatië en Slavonië verenigd en na de annexatie van Bosnië-Herzegovina leefden de Kroaten weer in een staatkundige eenheid. Na deze annexatie werden ook de militaire frontlinies in de krajina's afgeschaft. Gedurende de Oostenrijks-Hongaarse overheersing was Kroatië verdeeld, zo viel het Koninkrijk Kroatië en Slavonië onder Hongarije en het koninkrijk Dalmatië (inclusief de Baai van Kotor) en Istrië (onderdeel van het Küstenland) vielen onder Oostenrijk.
Gedurende de tweede helft van de 19e eeuw probeerden pro-Hongaarse en pro-Oostenrijkse politieke partijen de Kroaten op te zetten tegen de Serviërs, die een groot percentage van de Kroatische bevolking vormden. Dit mislukte echter toen een Kroatisch-Servische coalitie in 1906 de verkiezingen won, deze situatie bleef onveranderd tot de Eerste Wereldoorlog, waarna de Centraal-Europese multi-etnische Donaumonarchie uiteenviel. In deze oorlog moesten de Kroaten in het Oostenrijks-Hongaarse leger vechten tegen het onafhankelijke Servië.
In 1918 viel Oostenrijk-Hongarije, dat bij de verliezende partijen van de Eerste Wereldoorlog hoorde, uiteen waarna drie volkeren, de Kroaten, de Serviërs en de Slovenen, een koninkrijk vormden dat in 1929 koninkrijk Joegoslavië ging heten.

## 20ste eeuw

### 1e Joegoslavië
Na het verlies van de centrale mogendheden in de Eerste Wereldoorlog verklaarde de Sabor op 29 oktober 1918 zich onafhankelijk, om vervolgens de Staat der Slovenen, Kroaten en Serven op te richten. Al snel werd het land door Italië in Istrië en Dalmatië aangevallen. Italië maakte aanspraak op deze gebieden en als beloning voor het vechten aan de kant van de Entente in WO I.
Op 1 december 1918 werd de staat verenigd met het koninkrijk Servië (inclusief Macedonië en sinds 1918 ook Vojvodina) en Montenegro. Dit werd het koninkrijk der Serviërs, Kroaten en Slovenen, dat in 1929 werd omgedoopt tot koninkrijk Joegoslavië door koning Alexander I. Sindsdien was het land een dictatuur waarin de Serviërs domineerden. In 1934 werd deze koning door middel van een samenzwering van de Binnenlandse Macedonische Revolutionaire Organisatie en de Kroatische Ustaša in Marseille vermoord.

### Tweede Wereldoorlog
Op 6 april 1941 werd Joegoslavië vanuit diverse windrichtingen aangevallen door Nazi-Duitsland, fascistisch Italië en hun bondgenoten. Het koninklijke leger werd in tien dagen verslagen en Kroatië werd met Bosnië en Herzegovina en Syrmië verenigd in de Onafhankelijke Staat Kroatië, een fascistische vazalstaat onder de Ustaša's van Ante Pavelić. Grote delen van Dalmatië werden echter veroverd door Italië (Istrië was al Italiaans). Baranja en Međimurje werden bezet door Hongarije.
Onder de Ustaša's werden net zoals in Duitsland concentratiekampen opgericht. Hierin werden joden, zigeuners en Serviërs ondergebracht in barre omstandigheden. Deze tijden worden gekenmerkt door de grote massaslachtingen onder vijanden van de staat, onder wie ook Kroaten (en moslims (later Bosniakken)) die openlijk anti-fascist of communist waren.
Het brute regime van Pavelić genoot echter weinig populariteit onder de bevolking. Veel Kroaten steunden dan ook de Joegoslavische Partizanen, die probeerden Joegoslavië te bevrijden. De partizanen onder Josip Broz, beter bekend als Tito, waren succesvol in hun guerrilla en wisten geleidelijk grotere gebieden te bevrijden. De partizanen vochten zowel tegen de Asmogendheden (met name Duitsland) als tegen de Ustaša's en Četniks, Servische nationalisten die samenwerkten met de fascisten.
Na het verlies van de Asmogendheden werd er afgerekend met de Ustaša's die massaal het land probeerden te ontvluchten. Het beroemdste voorbeeld hiervan is het Bloedbad van Bleiburg net over de Oostenrijkse grens. Ook werden er in Istrië Italianen vermoord of gedwongen naar Italië te vertrekken.

### 2e Joegoslavië
Na de overwinningen van de communistische partizanen werd het Joegoslavië van voor de oorlog weer herenigd. Maar deze keer onder een communistisch regime onder leiding van Tito en geen Servisch koninkrijk. Kroatië kreeg de status van deelrepubliek. Tito deed er alles aan om Joegoslavië bij elkaar te houden en ging uit van Broederschap en Eenheid, dit betekende dat nationalistische uitingen sterk werden onderdrukt, waaronder ook de Kroatische Lente in de jaren zeventig. Het land nam al snel afstand van de Sovjet-Unie en werd economisch ondersteund door het Westen.
Joegoslavië kende een milde vorm van communisme en Tito wist het land neutraal te houden in de Koude Oorlog. Hierdoor had Joegoslavië veel bondgenoten in beide blokken. Tevens was het een Joegoslavisch initiatief om de G77 ofwel de Beweging van Niet-Gebonden Landen op te richten. Onder dit bewind wist Kroatië zich economisch te ontwikkelen en met name de kusten werden geliefde vakantiebestemmingen en Kroatië was na Slovenië de rijkste republiek van Joegoslavië. Toen Tito in 1980 overleed leefde het nationalisme van de bevolkingsgroepen op en begonnen de Kroaten meer autonomie en later onafhankelijkheid na te streven.

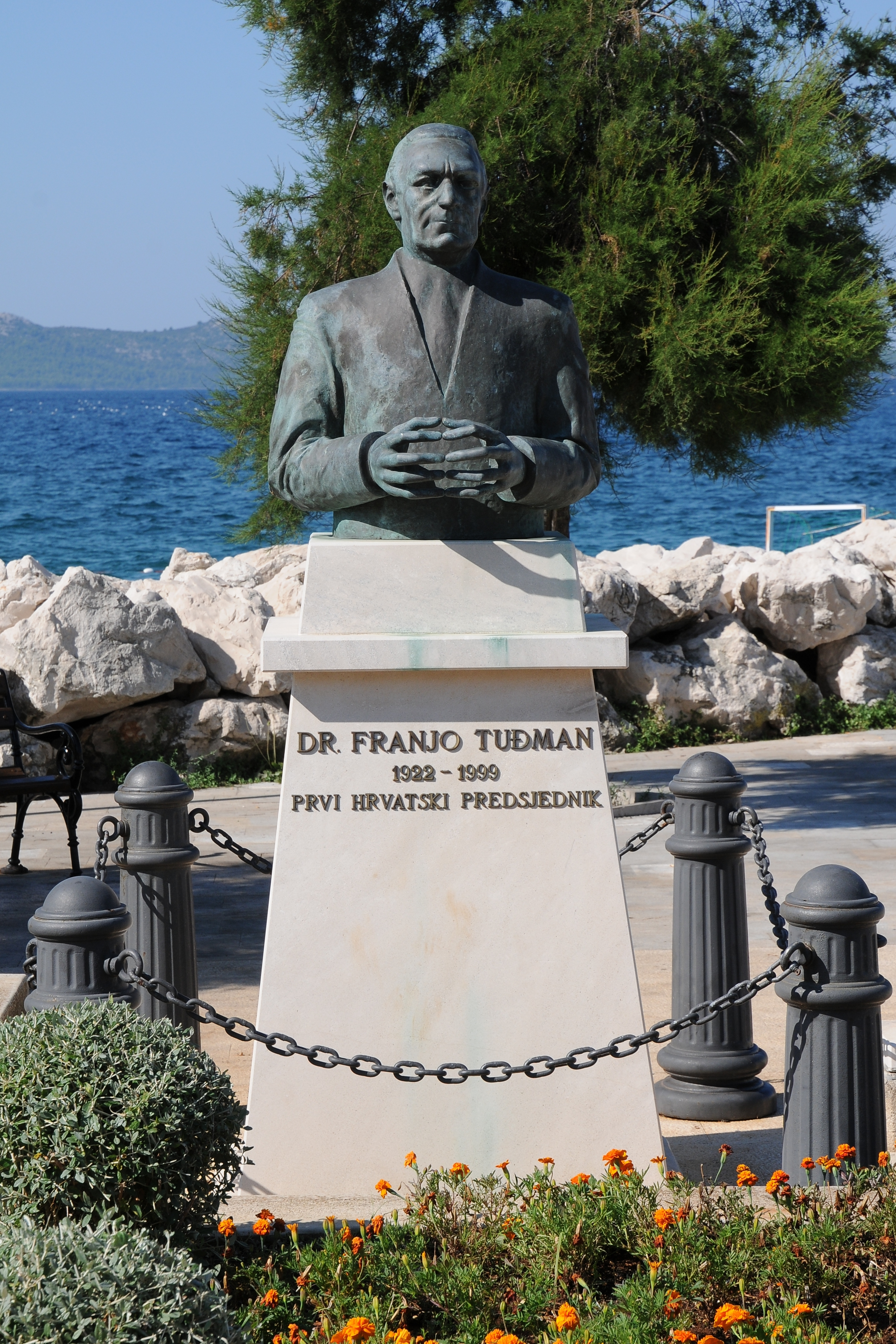
Dr. Franjo Tudjman, de eerste president van de republiek Kroatië.

### De republiek Kroatië
In 1990 vond de eerste vrije verkiezing sinds de Tweede Wereldoorlog plaats, het parlement koos Franjo Tudjman als de eerste president van het land. Op 25 juni 1991 verklaarde Kroatië zich, tegelijk met Slovenië, onafhankelijk.
In Kroatië woonde een grote minderheid Serviërs in de Krajina die tegen een Kroatische onafhankelijkheid waren. Deze Kroatische Serviërs hadden zich al onafhankelijk verklaard in de republiek Servisch Krajina. Hierdoor had Kroatië tot 1995 geen controle over een derde van zijn grondgebied. In 1995 werd in Operatie Storm onder generaal Ante Gotovina, Krajina veroverd. Dit leidde een massale exodus van de Servische bevolking. Generaal Gotovina is vandaag de dag een held voor delen van de Kroatische bevolking. Hij werd veroordeeld tot 24 jaar cel door het Joegoslaviëtribunaal in Den Haag vanwege oorlogsmisdaden, maar is inmiddels ontslagen van rechtsvervolging.
Het federale leger JNA accepteerde de onafhankelijkheidsverklaring niet en viel Kroatië binnen. Het federale leger bestond echter nog slechts uit Serviërs en Montenegrijnen die steeds meer een Groot-Servië nastreefden, waarop de oorlogen in Joegoslavië uitbraken en Servische troepen het land binnenvielen ter bescherming van etnische Serviërs. Hun tactiek bestond voornamelijk uit het bombarderen en verwoesten van steden; Dubrovnik, Šibenik, Zadar, Karlovac, Sisak, Slavonski Brod, Osijek, Vinkovci en Vukovar vielen ten prooi aan bombardementen. Op verschillende plaatsen vonden "etnische zuiveringen" plaats, hetgeen leidde tot een grote stroom vluchtelingen.
Het zwaarst werd gevochten om de stad Vukovar, waar op 18 november 1991 de Kroatische troepen zich moesten overgeven. Hierbij kwamen vele Kroatische burgers om het leven. Ook in de Krajina woedden zware gevechten. De Kroatische burgers werden uit de Krajina verderven.
December 1991 erkenden verschillende Europese landen Kroatië als onafhankelijke staat. Januari 1992 volgde de erkenning door de EU. In dezelfde periode begonnen vredesbesprekingen onder leiding van de Verenigde Naties hetgeen leidde tot een staakt-het-vuren. Een VN-vredesmacht, UNPROFOR, werd in Kroatië gestationeerd om toe te zien op het bestand. Tussen 1991 en 1995 vonden er nog maar sporadisch gevechten plaats in Kroatië. De republiek Kroatië werd in 1992 lid van de VN. Op 15 januari 1992 werd Kroatië officieel erkend door de Europese Unie,
In Bosnië brak, naast de strijd tussen de Bosnische Kroaten en Bosnische moslims enerzijds en de Bosnische Serviërs anderzijds, ook onderling tussen de Bosnische Kroaten en Bosnische Moslims oorlog uit. Kroatië bemiddelde in dit conflict met als gevolg een vredesverdrag tussen de Bosnische Kroaten en Bosnische Moslims in 1994. In 1995, terwijl de internationale gemeenschap ingreep in de Bosnische Oorlog, voerde het Kroatische leger verschillende operaties uit in samenwerking met de Bosnische Kroaten en Bosnische moslims waarbij de Krajina werd terugveroverd. De strijd ging verder op Bosnisch grondgebied, maar werd onder druk van de Verenigde Staten gestopt. De Bosnische Oorlog eindigde later in 1995 met het Verdrag van Dayton.
Onder supervisie van de Verenigde Naties werd het overige nog door Servische milities beheerste gebied op vreedzame wijze geïntegreerd in het nieuwe Kroatië. Een aantal gebieden stond een tijd onder leiding van de United Nations Transitional Administration for Eastern Slavonia, Baranja and Western Sirmium (UNTAS). In 1998 werd de laatste Servische enclave in Oost-Slavonië, Vukovar, teruggegeven.
Op 11 december 1999 overleed president Franjo Tudjman. In 2000 werd hij opgevolgd door Stjepan Mesić. In diezelfde periode trad Ivica Račan aan als premier. Onder zijn regering kwam er veel meer macht te liggen bij het parlement in plaats van bij de president. Er werd begonnen met de uitvoering van verschillende grote bouwprojecten, waaronder de aanleg van de A1-snelweg en de bouw van woningen voor terugkerende vluchtelingen.

## 21ste eeuw

### Aansluiting bij de Europese Unie
Kroatië werd in juni 2004 officieel kandidaat-lid van de Europese Unie. De staatshoofden en regeringsleiders van de 25 EU-landen aanvaardden de aanvraag tijdens hun vergadering in Brussel. De onderhandelingen tussen de EU en Kroatië over de toetreding zouden in het voorjaar van 2005 beginnen, maar vanwege de eis van de Europese Unie dat de van oorlogsmisdaden verdachte generaal, Ante Gotovina eerst zal worden uitgeleverd, liepen deze onderhandelingen moeizaam. Gotovina werd op 7 december 2005 op de Canarische Eilanden gearresteerd.
Vanaf dat moment verliepen de onderhandelingen over het lidmaatschap van de Europese Unie een stuk vlotter. Op 1 juli 2013 trad Kroatië als derde Balkanland, na Slovenië en Bulgarije toe tot de Europese Unie.

### Politieke speelveld
Ivo Sanader van de conservatief-nationalistische Kroatische Democratische Unie werd in 2003 gekozen als premier. Hij bleef tot 2009 in functie en maakte toen plaats voor zijn partijgenoot Jadranka Kosor. Sanader werd na zijn premierschap beschuldigd van corruptie. In 2012 werd hij tot 10 jaar celstraf veroordeeld. De straf werd in 2015 vernietigd door het Kroatische hooggerechtshof.
In december 2013 werd er een referendum gehouden met de vraag of het huwelijk gedefinieerd moest worden als een verbond tussen man en vrouw. 65 procent van de kiezers gaf ja als antwoord, hoewel de opkomst maar 38 procent bedroeg. In het jaar daarop stemde het Kroatische parlement desondanks in met de invoering van het geregistreerd partnerschap, waarmee stellen van dezelfde sekse dezelfde rechten krijgen als getrouwde koppels, met uitzondering van de mogelijkheid om kinderen te adopteren.
Kroatië werd in de zomer van 2015 overspoeld door vluchtelingen die met name uit Syrië en Irak afkomstig waren. Nadat Hongarije de grens met Servië had gesloten om de komst van de vluchtelingen te voorkomen, kozen veel van hen voor Kroatië als alternatieve route. Op 25 september 2015 bereikte een recordaantal van tienduizend vluchtelingen Kroatië. Premier Zoran Milanović stelde dat Kroatië "geen vluchtelingenkamp" zou worden. Volgens hem kon het land de stroom asielzoekers niet aan. Kroatië besloot de vluchtelingen niet langer te registeren en door te laten naar Slovenië en Hongarije. Deze landen probeerden op hun beurt de stroom aan de grens te stoppen.

### WK-finale in 2018
Het Kroatisch voetbalelftal schreef in juli 2018 geschiedenis door de finale van het Wereldkampioenschap voetbal 2018 te bereiken, waarin het met 4-2 verloor van Frankrijk. In 1998 was Kroatië al eens derde geworden. En in 2022 was Kroatië nog een keer derde geworden op het WK.
Geschiedenis van:
Albanië · Andorra · Azerbeidzjan · België (Vlaanderen, Wallonië) · Bosnië en Herzegovina · Bulgarije · Denemarken · Duitsland · Estland · Faeröer · Finland · Frankrijk (Bretagne, Corsica) · Georgië · Griekenland · Hongarije · Ierland · Italië (Sicilië) · Kosovo · Kroatië · Letland · Liechtenstein · Litouwen · Luxemburg · Malta · Moldavië · Monaco · Montenegro · Nederland · Noord-Macedonië · Noorwegen · Oekraïne · Oostenrijk · Polen · Portugal · Roemenië · Rusland (Tsjetsjenië) · San Marino · Servië · Slovenië · Slowakije · Spanje (Catalonië, Galicië) · Tsjechië · Turkije · Vaticaanstad · Verenigd Koninkrijk (Engeland, Schotland, Wales, Noord-Ierland) · Wit-Rusland · IJsland · Zweden · Zwitserland
Balkan · Britse Eilanden · Kaukasus · Lage Landen · Oost-Europa · Scandinavië